# Nello Lauredi
Nello Lauredi (Mulazzo,  5 oktober 1924 – Saint-Laurent-du-Var, 8 april 2001) was een Frans profwielrenner. 

## Biografie
Nello Lauredi was van origine Italiaans maar in 1948 is hij genaturaliseerd tot Fransman. Hij was profwielrenner van 1949 tot 1959 en heeft 17 overwinningen als profwielrenner op zijn naam staan.  
Zijn belangrijkste overwinningen heeft hij geboekt in de Franse wegwedstrijden, waaronder drie maal de overwinning in het eindklassement van de Dauphiné Libéré.

## Belangrijkste overwinningen
- 1949
  - Prijs La Seyne-sur-Mer.
- 1950
  - Eindklassement Dauphiné Libéré
  - 3e etappe Dauphiné Libéré
  - 5e etappe Dauphiné Libéré
  - Critérium de Normandie
  - 7e etappe Ronde van Frankrijk
  - 3e etappe Circuit Côte-d'Or.
- 1951
  - Eindklassement Dauphiné Libéré
  - 3e etappe Dauphiné Libéré
  - Grand Prix Gros Horloge in Rouen
- 1952
  - 4e etappe Dauphiné Libéré
  - 5e etappe Dauphiné Libéré
  - 3e etappe Ronde van Frankrijk
- 1953
  - 13e etappe Ronde van Frankrijk
- 1954
  - Eindklassement Dauphiné Libéré

## Andere belangrijke resultaten
- 1952
  - 2e Eindklassement Dauphiné Libéré
  - 2e Circuit des villes d'Eaux d'Auvergne in de Tour de Haute-Savoie
- 1954
  - 2e in eindklassement Parijs-Nice
  - 2e in 5e etappe Dauphiné Libéré
- 1957
  - 2e in 11e etappe Ronde van Frankrijk

## Resultaten in voornaamste wedstrijden
| Jaar | Ronde van Italië | Ronde van Frankrijk | Ronde van Spanje |
| ---- | ---------------- | ------------------- | ---------------- |
| 1949 |                  | 18e                 |                  |
| 1950 | 15e              | 37e (1)             |                  |
| 1951 |                  | 11e                 |                  |
| 1952 |                  | 19e (1)             |                  |
| 1953 |                  | 8e (1)              |                  |
| 1954 |                  | 11e                 |                  |
| 1955 | 14e              | opgave              | 23e              |
| 1956 | opgave           | 7e                  |                  |
| 1957 |                  | opgave              |                  |

| Jaar | Milaan-San Remo | Parijs-Roubaix | Parijs-Brussel |
| ---- | --------------- | -------------- | -------------- |
| 1949 |                 |                |                |
| 1950 | 9e              | 31e            |                |
| 1951 | 16e             |                |                |
| 1952 |                 | 71e            | 58e            |
| 1953 | 32e             | 33e            | 39e            |
| 1954 |                 |                |                |
| 1955 |                 |                |                |
| 1956 | 16e             | 6e             | 18e            |
| 1957 | 74e             |                |                |